# 新加坡體育局
新加坡體育局 （英語：Sport Singapore, SportSG）是新加坡政府文化、社區及青年部下屬的法定機構。是負責國家整體體育文化發展的領導機構。

## 歷史
新加坡體育理事會（SSC）於1973年10月1日成立，是由國家體育促進委員會（National Sports Promotion Board, NSPB）和國家體育場公司（National Stadium Corporation, NSC）合併而成。
2014年4月1日，新加坡體育理事會重塑品牌形象更名為新加坡體育局。

## 外部連結
- 新加坡體育局官方網站 （页面存档备份，存于）